# Мови, створені Джоном Р. Р. Толкіном
Філолог і письменник Дж. Р. Р. Толкін створив низку штучних мов, включаючи мови, створені спеціально для вигаданих історій. Створення мов  було заняттям усього життя для Толкіна, починаючи з підліткового віку. Першим проєктом Толкіна була реконструкція ранньої німецької мови, котрою, можливо, говорили  люди Беовульфа в німецькій героїчній добі .
Найбільш розвиненим проєктом Толкіна були його ельфійські мови. Він уперше почав створювати ельфійську мову в  1910—1911 рр., коли він був у школі короля Едуарда, Бірмінгем. Пізніше він назвав цю мову Квенья (приблизно у 1915 року), і він продовжував активно розвивати історію та граматику своїх ельфійських мов до самої смерті в 1973 році.
Глоссопея Толкіна має два  виміри: внутрішня (вигадана) хронологія подій, описаних в «Сильмариліоні» та інших творах, та власне життя Толкіна, протягом якого він часто переглядав й уточнював свої мови та їхню вигадану історію.

## Натхнення та передумови
Толкін був філологом і спеціалізувався на стародавніх германських мовах, зокрема на давньоанглійській мові. Він також цікавився багатьма мовами за межами своєї галузі і мав особливу любов до фінської мови. Він описав знахідку книги з фінської граматики як «вхід у винний льох, повний пляшок дивовижного вина, смак і аромат якого не були відомі раніше.».
Глоссопея була захопленням Толкіна протягом більшої частини його життя. У віці 13 років він допомагав створювати звуковий фільтр, відомий під назвою Невбош — «нова нісенітниця», який  виріс до того, що включав деякі елементи штучних мов. Толкін стверджував, що це була не перша його спроба створення вигаданої мови. Незабаром після цього він розробив справжню штучну мову, названу Нафаріном, котра містила елементи, які пізніше використовувались у його подальших мовах, над якими він продовжував працювати впродовж більш як 65 років. Винайдення мов завжди було тісно пов'язане з міфологією, яка  розроблялася Толкіном, оскільки, на його думку, мова є неповною без історії народу, що говорить нею. Отже, Толкін прийняв на себе образ швидше перекладача і редактора, ніж автора своїх оригінальних творів.

## Мова та міфологія
Толкін вважав, що винахід художньої мови існує для того, щоб бути переконливим та приємним, повинен включати в себе не тільки історичний розвиток мови, але також історію її носіїв, і особливо міфологію, пов'язану як з мовою, так і з носіями. Саме ця ідея полягала в тому, що «ельфійська мова» повинна бути пов'язана зі складною історією та міфологією ельфів, яка була основою розвитку леґендаріуму Толкіна.
В одному з своїх листів Толкін писав: «На мою думку  основний „факт“ про мою роботу це те, що вона є одним цілим і докорінно лінгвістичним натхенням. … Створення  мов є основою. „Історії“ були написані з метою, щоб забезпечити світ для мов, а не навпаки. Я б вважав за краще писати на „ельфійській мові“. Але, звичайно, така робота, як „Володар Перснів“, була відредагована і залишилась лише та частина «мови», яку, як я думав, читачі зможуть зрозуміти (Тепер я розумію, що багатьом хотілося б більше). … Втім, для мене це в основному є нарисом «мовної естетики», як я іноді кажу людям, які запитують мене «про що це все?». 
Хоча ельфійські мови все ще залишалися в центрі уваги Толкієна, твори, пов'язані з Середзем'ям, також вимагали розвитку, принаймні поверхневого, мов інших рас, особливо гномів та людей, а також чорної мови, розробленої Сауроном, головним антагоністом в «Володарі Перснів». Ця остання мова була спроектована як вираз антитези ідеалу штучної мови, що розвивалась одночасно з Квенья, чорна мова, що представляє собою пародію  на міжнародну допоміжну мову, так само як панування Саурона над орками — це пародія на тоталітарну державу.

## Ельфійські мови
Ельфійська мовна сім'я — це група мов, пов'язаних за походженням від загального предка, який називається прото-мовою. Толкін створював цю групу мов приблизно з 1910 р. до його смерті в 1973 р. Він побудував граматику та словниковий запас не менше п'ятнадцяти мов та діалектів  в періоди:
- 1910—1930: більшу частину примітивного Квенді (прото-мови), Квенья та  Голдоррін.
- 1935—1955: Голдоррін суттєво змінився та розширився. Тепер він називався нолдорін, і включав в себе теларин, ілкорін, доріат та аварі.
- c. 1957—1973: Толкіен відмовлятьється від ілкоріна та доріата. Нолдорин перетворюється в Синдарин

Хоча ельфійські мови Синдарин і Квенья є найбільш відомими і найбільш розвиненими мовами, які Толкін винайшов для свого легендаріуму, вони не є єдиними. Вони належать до сімейства ельфійських мов, що походять від звичайного ельдаріна, загальноприйнятого для всієї  мови Ельдар, що, в свою чергу, походить від Примітивного Кведнді.

Фінська морфологія (зокрема її багата система відмінювання) частково породила Квенья. Ще однією з мов-фаворитів Толкіна була валлійська. Особливості валлійської фонології знайшли своє місце в Синдарині. Дуже мало слів було запозичено з існуючих мов, тому спроби узгодити джерело з певним словом або найменуванням ельфів в творах, опублікованих протягом його життя, часто дуже сумнівні.

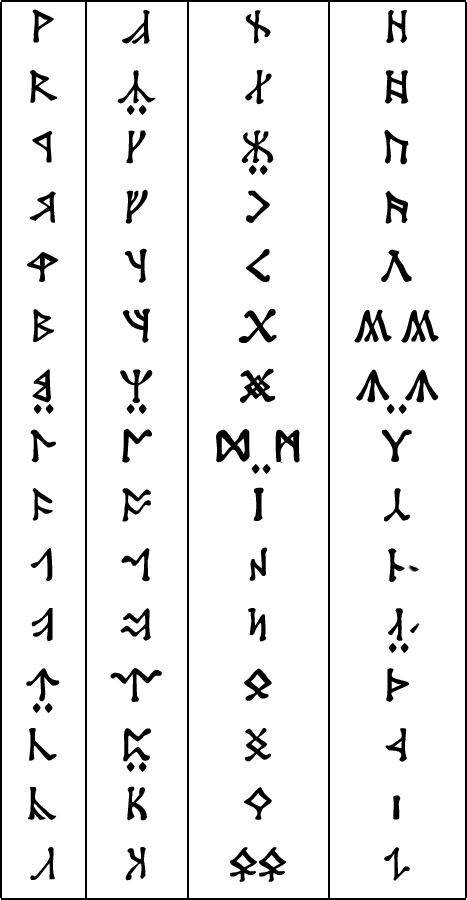
Хуздул

## Лламас і Валарін
Толкін опрацював більшу частину етимологічного тла його ельфійських мов у 1930-х роках (зібраний у вигляді « The Etymologies)»). У 1937 році він написав Лламмас, лінгвістичний трактат, присвячений відносинам не тільки ельфійських мов, але і всіх мов Середзем'я в Першу Еру.

## Володар Перснів
Працюючи над «Володарем Перснів» в 1940-х роках, Толкін вклав величезні зусилля, щоб детально описати лінгвістику Середзем'я.

### Гномська мова
Деякі зразки мови гномів, також знаходяться у «Володарі Перснів». Ситуація тут трохи відрізняється від мови «людей»: оскільки Худзул утримувався в таємниці гномами і ніколи не використовувався в присутності сторонніх (навіть гномські імена), немає жодних реальних історичних мов подібних на цю.